# 溝渠突領魚
溝渠突領魚（学名：Hybognathus amarus）为輻鰭魚綱鯉形目雅羅魚科的其中一種，被IUCN列為瀕危保育類動物，分布於北美洲美國格蘭德河流域，體長可達10公分，棲息於溪流、水塘底部水域，屬草食性，以藻類及浮游植物為食，由於棲息地破壞，包括農業發展、水質汙染、水壩修築等導致族群數量下降，自1994年7月20日列入瀕危名單。

## 扩展阅读
維基物種上的相關：溝渠突領魚
1. ↑  Hendrickson, D.; NatureServe. . The IUCN Red List of Threatened Species. 2019, 2019: e.T10277A131004813  [19 November 2021]. doi:10.2305/IUCN.UK.2019-2.RLTS.T10277A131004813.en .
2. ↑  . （原始内容存档于18 Sep 2004）.